# 步规

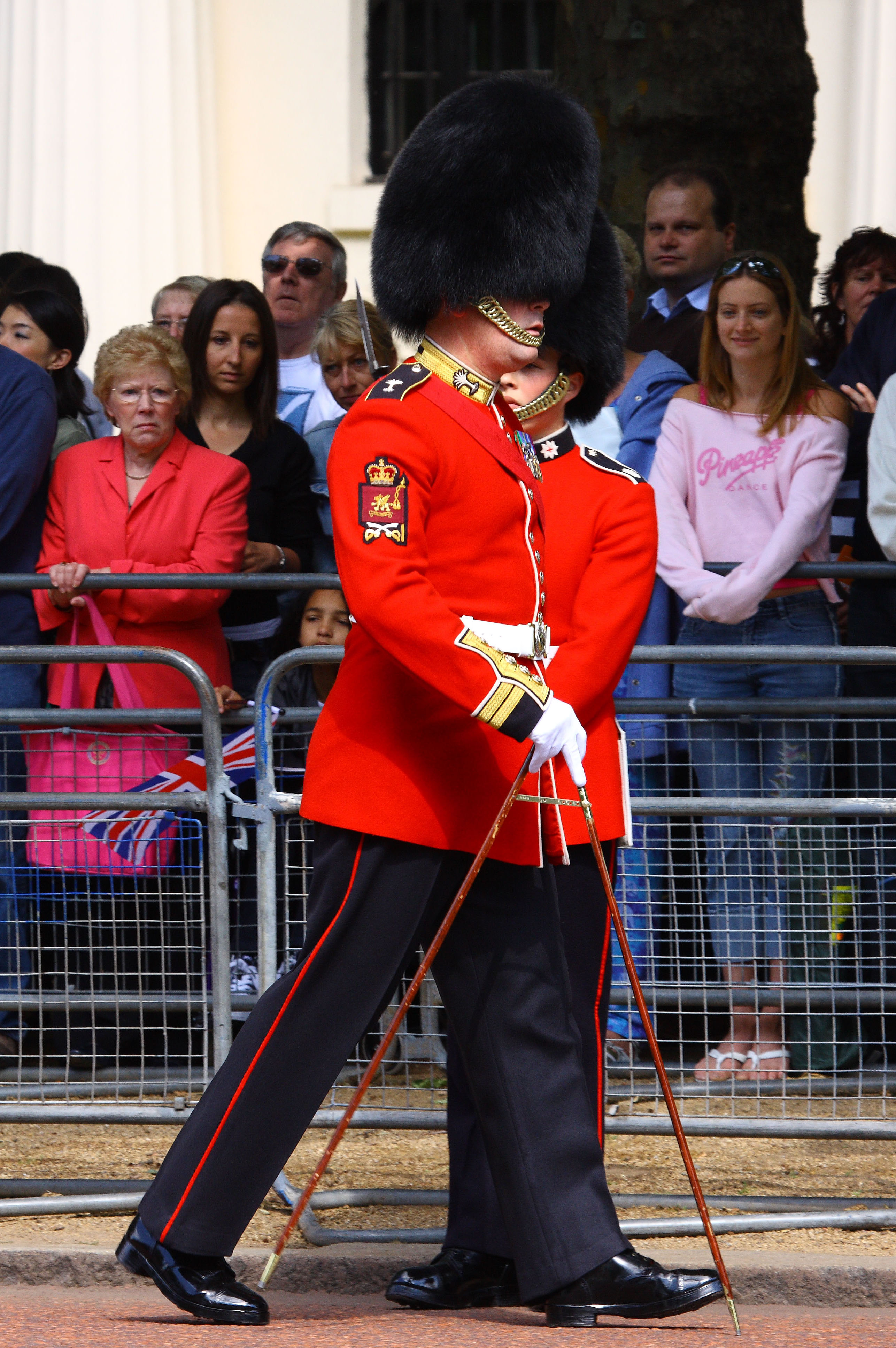
威尔士卫队的一名准尉正在使用他的步规。

步规是一种结构类似于圆规的工具，通常由英国和英联邦武装部队准尉和士官操练教官携带，作为权威的象征和军事操练的辅助工具。
步规通常由两根木棒组成，顶部铰接，向下逐渐变细，与学校黑板上使用的大型木制圆规非常相似。它们的尖端通常包裹有有高度抛光的黄铜。步规可以打开，使尖端以固定距离分开，对应于不同长度的行军步伐，例如“跑步行军”、“快行军”、“小步”等。当打开到正确的步长时，步规可以通过铰链将其固定在持有者的身旁，使一条腿垂直于地面，另一条腿指向前方。通过在行进时旋转步规，可以使其以适当的速度与持有者一起“行走”。
当游行或行进时，通常将步规紧紧地夹在左臂下并与地面平行，左手抓住铰链附近。

## 英联邦使用情况
一些英联邦国家的军队和警察部门使用步规。

### 英国
通常允许团军士长单独将步规带离阅兵场；然而，根据特定规定，其他军士和军士长或同等人员如果是合格的训练教官，可以携带步规。
步规可能来自皇家炮兵团，他们使用“炮手棒”来测量战场上火炮之间的距离。它看起来更像是一根手杖，末端有一个象牙色或银色的旋钮。与现代的步规不同，它只能打开固定的距离。它很快被步兵采用并当作训练辅助工具。
士兵携带的另一种手杖是钻杖、团杖或轻便手杖。这是一根较短的手杖，带有抛光的金属末端。有时，这些棍子上装饰着一个模拟子弹壳，棍子的两端各有一半；这些装饰品通常使用高度抛光的黄铜，有时镀铬。它们在阅兵中仅作为高级士官和准尉军衔和权威的标志，其使用通常由团军士长管理（或严格限制使用）。
步规可以打开到特定的距离。每个特定的距离标定了特定的标准：
| 英寸 | 厘米 | 意义                                 |
| ---- | ---- | ------------------------------------ |
| 12   | 30   | 放松时脚跟之间的距离以及侧步的步幅   |
| 21   | 53   | 紧密列队时队伍间的距离               |
| 24   | 61   | 列之间的距离以及空出一个人位时的宽度 |
| 27   | 69   | 小步标准                             |
| 30   | 76   | 快速或慢速行军的步幅                 |
| 33   | 84   | 出列时的步幅                         |
| 40   | 100  | 跑步行军的步幅                       |

### 其他国家

魁北克城堡中，第22皇家军团的一名中士拿着轻便手杖。

轻便手杖和步规被加拿大陸軍的士官和加拿大皇家军事学院的学员用来测量步幅以及测量距离和间隔。加拿大皇家海军和加拿大皇家空軍通常不携带。加拿大的一些警察部门也使用步规，包括加拿大皇家骑警。
澳大利亚警察部队也使用步规，包括澳大利亚联邦警察学院的警官和教官、维多利亚警察学院的教官和新南威尔士警察学院的学院高级礼宾，其军衔为高级军士，因此也是最高级别的高级士官，携带步规作为职务证章。

## 丹麦
2017年，随着丹麦皇家陆军的其他变化，軍士長级别的人员在阅兵和其他适当场合重新使用步规。